# Herrarnas poänglopp i bancykling vid olympiska sommarspelen 2000
Herrarnas poänglopp i bancykling vid olympiska sommarspelen 2000 ägde rum i den 20 september 2000 i Sydney.

## Medaljörer
| Event               | Guld                  | Silver                 | Brons                  |
| Herrarnas poänglopp | Juan Llaneras Spanien | Milton Wynants Uruguay | Alexey Markov Ryssland |

## Resultat
| Placering | Namn               | Nation         | Sprint- poäng | Extra varv |
| --------- | ------------------ | -------------- | ------------- | ---------- |
| 1         | Juan Llaneras      | Spanien        | 14            | 2          |
| 2         | Milton Wynants     | Uruguay        | 18            | 1          |
| 3         | Aleksei Markov     | Ryssland       | 16            | 1          |
| 4         | Cho Ho-Sung        | Sydkorea       | 15            | 1          |
| 5         | Jamie Carney       | USA            | 10            | 1          |
| 6         | Franz Stocher      | Österrike      | 8             | 1          |
| 7         | Glen Thomson       | Nya Zeeland    | 6             | 1          |
| 8         | Silvio Martinello  | Italien        | 5             | 1          |
| 9         | Brian Walton       | Kanada         | 1             | 1          |
| 10        | Stuart O'Grady     | Australien     | 26            | 0          |
| 11        | Wong Kam Po        | Hongkong       | 14            | 0          |
| 12        | Bruno Risi         | Schweiz        | 13            | 0          |
| 13        | Jonny Clay         | Storbritannien | 10            | 0          |
| 14        | Juan Curuchet      | Argentina      | 8             | 0          |
| 15        | Matthew Gilmore    | Belgien        | 6             | 0          |
| 16        | Makoto Iijima      | Japan          | 6             | 0          |
| 17        | Vasyl Yakovlev     | Ukraina        | 5             | 0          |
| 18        | Wilco Zuijderwijk  | Nederländerna  | 3             | 0          |
| 19        | Christophe Capelle | Frankrike      | 2             | 0          |
| 20        | Sergey Lavrenenko  | Kazakstan      | 1             | 0          |
| 21        | Marlon Pérez       | Colombia       | 0             | 0          |
| 22        | Jimmi Madsen       | Danmark        | 0             | 0          |
| 23        | Thorsten Rund      | Tyskland       | 0             | 0          |